# Ochtersum (Hildesheim)

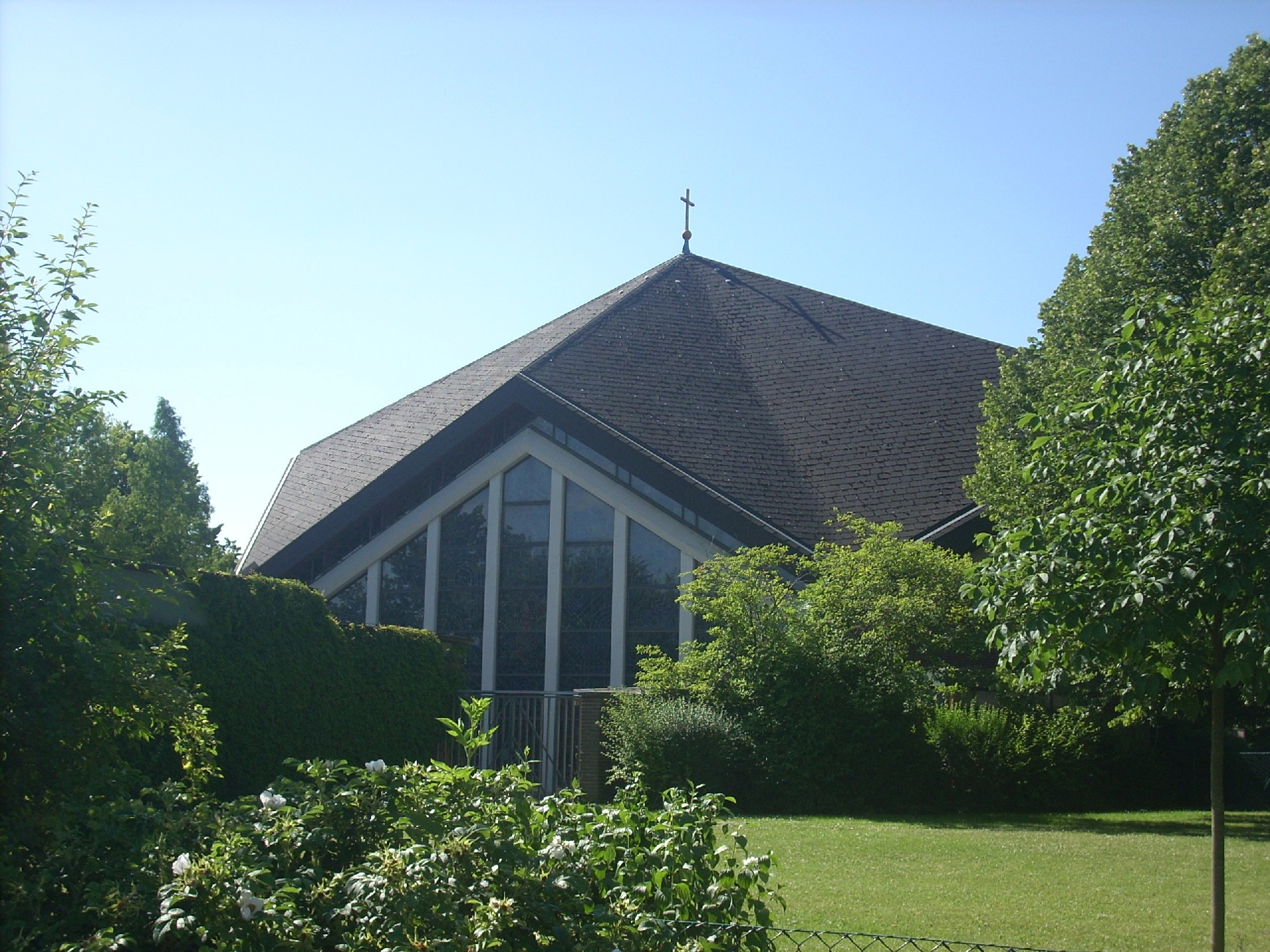
Kath. Kirche St. Altfrid

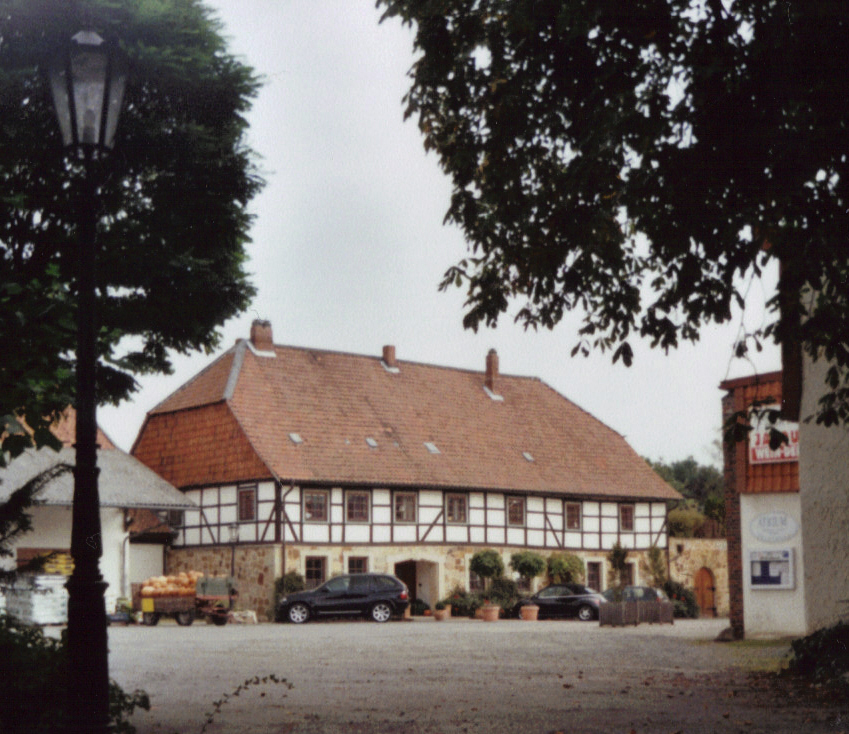
Im Altdorf Ochtersum

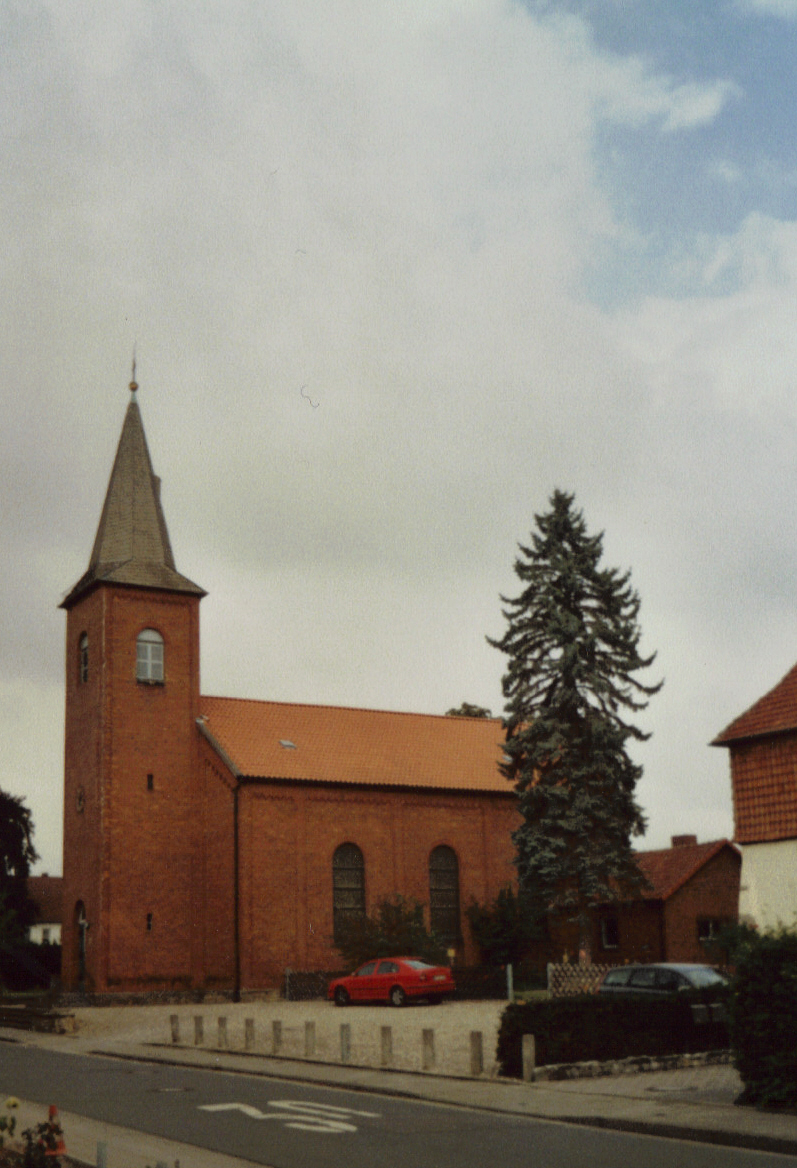
Ehem. Pfarrkirche St. Godehard (seit 1978 geschlossen)

Ochtersum ist eine Ortschaft im Süden von Hildesheim. Dazu, dass sie inzwischen gut 8300 Einwohner hat (Stand Dezember 2022), haben in erster Linie die stetig wachsenden Neubaugebiete beigetragen, die bereits die Stadtgrenze berühren. Von der benachbarten Ortschaft Barienrode der Gemeinde Diekholzen ist Ochtersum nur noch durch einen schmalen Streifen Ackerland getrennt, so dass dieses Wachstum an seine Grenzen gelangt.

## Geschichte
Die erste bisher bekannte urkundliche Erwähnung Ochtersums stammt aus einer auf das Jahr 1132 datierten Urkunde. In ihr tritt ein Conradus de Ochtereshem als Urkundenzeuge in Erscheinung. Der Name „Ochtereshem“ kann als das „Heim des Ochtger“ bzw. „Ortger“ hergeleitet werden. Dieser Personenname kann den Sinn „schneller Speer“ haben. Die Siedlung trat in diesen Jahrhunderten urkundlich als Sitz eines Hildesheimer Ministerialengeschlechts in Erscheinung. Der Straßenname Am Burghof erinnert wahrscheinlich an den dort gelegenen Rittersitz.
Die Einwohner waren eingepfarrt nach Lucienvörde bei dem heutigen Vier Linden, wo die St.-Stephanus-Kapelle stand. Noch heute enthält das Ochtersumer Ortswappen die noch bis ins 19. Jahrhundert im freien Felde stehende Lucienvörder Kirche.
Bei der Volkszählung von 1895 lebten in Ochtersum 369 Menschen.
Die einvernehmliche Eingemeindung erfolgte bereits am 1. Februar 1971, also drei Jahre bevor zahlreiche weitere Eingemeindungen Hildesheim zur Großstadt werden ließen.
Das Dorf gehörte zum Kleinen Stift des Hochstift Hildesheim und war daher stets katholisch geblieben.
Am 31. Dezember 2018 hatte Ochtersum 8.557 Einwohner.

## Politik

### Ortsrat
Der Ortsrat, der Ochtersum vertritt, setzt sich aus elf Mitgliedern zusammen. Die Ratsmitglieder werden durch eine Kommunalwahl für jeweils fünf Jahre gewählt.
Bei der Kommunalwahl 2021 ergab sich folgende Sitzverteilung:
| Ortsrat 2021Insgesamt 11 Sitze - SPD: 2 - Grüne: 2 - Unab.: 1 - FDP: 1 - CDU: 5 | Ortsratswahl 2021Wahlbeteiligung: 59,64 % 50403020100 42,26 %23,60 %22,13 %6,13 %5,89 % CDUSPDGrüneFDPUnab.eAnmerkungen:e Die Unabhängigen |

### Ortsbürgermeister
Ortsbürgermeister ist Carsten Schiedeck (CDU), Stellvertretende Ortsbürgermeister sind Carsten Bartels (SPD) und Ute Wittenberg (Bündnis 90/Die Grünen).

## Kultur und Sehenswürdigkeiten
- Die seit 1978 geschlossene ehemalige Pfarrkirche von Ochtersum wurde 1858 geweiht.[6]
- In einem Ochtersumer Keller entstand der Film Balance für den die Zwillingsbrüder Christoph und Wolfgang Lauenstein einen Oscar für den besten animierten Kurzfilm erhielten.
- Die von Hartmut El Kurdi verliehene literarische Auszeichnung mit dem nicht ganz ernst gemeinten Titel Ochtersumer Literaturpreis.

## Wirtschaft und Infrastruktur

### Unternehmen
In Ochtersum gibt es zwei Gewerbegebiete, ein kleineres im Norden mit Supermarkt und weiteren kleineren Geschäften, und ein größeres im Süden mit mehreren kleineren Supermärkten, einem Großmarkt und weiteren Geschäften.
Auf dem Feldstreifen zwischen Ochtersum-Süd und Barienrode – aber noch auf Hildesheimer Territorium – wird zurzeit ein noch größeres Gewerbegebiet errichtet. Auf diesem Gebiet hat bereits ein Baumarkt mit Gartenmarkt eröffnet.

### Bildung
In Ochtersum gibt es eine Realschule und eine Grundschule.

### Verkehr
In Ochtersum enden zwei der sechs Hauptbuslinien des Stadtverkehr Hildesheim. Die Linie 2 verbindet die Nordstadt mit dem südwestlichen Ochtersum, die Linie 5 führt vom Hildesheimer Hauptbahnhof in die Neubaugebiete im Süden Ochtersums. Außerdem endet die Nebenlinie 9 an der Renataschule (Realschule) in Ochtersum.
Die Bundesstraße 243 begrenzt Ochtersum im Osten und verbindet den Ort über die Alfelder Straße mit der Hildesheimer Innenstadt.
Östlich der B 243 befindet sich das größte Freizeitareal Hildesheims. Neben dem Hohnsensee und zwei Freibädern befinden sich dort auch mehrere Sportplätze Hildesheimer Sportvereine.